# Clotilde Mollet

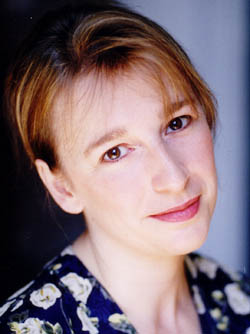
Clotilde Mollet (2009)

Clotilde Mollet (* im 20. Jahrhundert) ist eine französische Schauspielerin.

## Karriere
Clotilde Mollet ist seit Anfang der 1980er Jahre im französischen Film tätig. 2001 spielte sie Gina in Die fabelhafte Welt der Amélie und 2011 Marcelle in Ziemlich beste Freunde.

## Filmografie (Auswahl)
- 1982: Debureau
- 1992: Die Krise (La crise)
- 1996: Das Leben: Eine Lüge (Un héros très discret)
- 1998: Die rote Violine (Le violon rouge)
- 2001: Die fabelhafte Welt der Amélie (Le fabuleux destin d’Amélie Poulain)
- 2006: Das Mädchen, das die Seiten umblättert (La Tourneuse de pages)
- 2009: Sommeil blanc
- 2011: Ziemlich beste Freunde (Intouchables)
- 2014: Heute bin ich Samba (Samba)
- 2015: Tagebuch einer Kammerzofe (Journal d’une femme de chambre)
- 2018: In sicheren Händen (Pupille)
- 2020: Des hommes
- 2021: Die purpurnen Flüsse (Les Rivières pourpres , Fernsehserie, 1 Folge)
- 2021: The Perfect Mother (Une mère parfaite)
- 2022: Haus der Lügen (L’origine du mal)